# Sfera di Strömgren

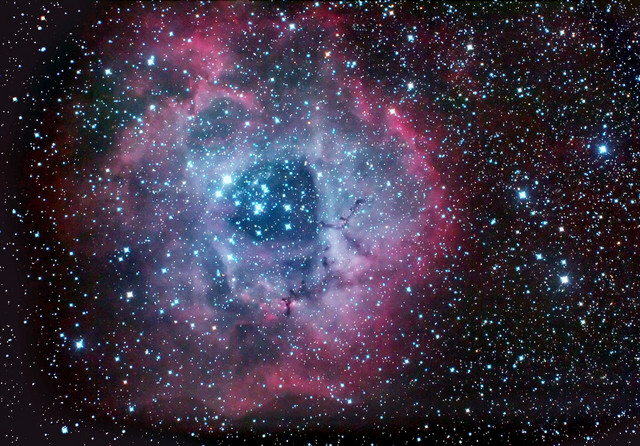
La Nebulosa Rosetta. La sfera di Strömgren è visibile al centro dell'immagine.

In astrofisica teorica, una Sfera di Strömgren è una sfera di idrogeno ionizzato (H II) intorno a una giovane stella di classe spettrale O o B. La sua controparte osservativa sono le Regioni H II, ossia delle nebulose a emissione, la più grande delle quali è la Nebulosa Rosetta. La sfera venne teorizzata da Bengt Strömgren nel 1939 e in seguito battezzata con il suo nome.

## In fisica
Le stelle molto calde, quelle di classe spettrale O o B, emettono radiazioni estremamente energetiche (specialmente ultraviolette) capaci di ionizzare l'idrogeno neutro (H I) presente nel mezzo interstellare (ISM); in pratica, l'atomo di idrogeno perde il suo unico elettrone e l'idrogeno in questo stato viene detto H II. Dopo un istante, gli elettroni liberi si ricombinano con gli ioni di idrogeno: quando ciò accade, l'energia viene ri-emessa, ma non sotto forma di un singolo fotone, bensì come una serie di fotoni di energia inferiore. In questo modo i fotoni perdono energia mentre si allontanano dalla superficie della stella e non hanno più sufficiente energia per contribuire alla ionizzazione. Questo fatto spiega perché l'intero ISM non sia stato ionizzato nel tempo. La sfera di Strömgren è un costrutto teorico che descrive appunto queste regioni ionizzate.

## Origini storiche
Nel 1938 gli astronomi americani Otto Struve e Chris T. Elvey pubblicarono un saggio relativo alle loro osservazioni sulle nebulose a emissione nelle costellazioni del Cigno e di Cefeo, la maggior parte delle quali non erano disposte attorno ad una stella centrale brillante, al contrario delle nebulose planetarie. Essi suggerirono che la radiazione ionizzante provenisse da stelle di categoria O e B.
Nel 1939 Bengt Strömgren si occupò della problematica della ionizzazione ed eccitazione dell'idrogeno interstellare. Questo è il lavoro a cui si fa risalire il concetto di sfera di Strömgren, anche se in effetti si basa su altri studi risalenti al 1937.
Nel 2000 Peter R. McCullough ha descritto un modello relativo ad una cavità sferica, in cui è fatto il vuoto e in cui la stella ionizzante può trovarsi sia al centro della cavità che in posizione disallineata. Tali cavità possono essere generate sia dal vento stellare che da esplosioni di supernovae. Le raffigurazioni che ne risultano riproducono meglio del modello originale molte regioni H II.